# Сётоку (Эдо)
Сётоку (яп. 正徳 сё:току, справедливое достоинство) — девиз правления (нэнго) японского императора Накамикадо, использовавшийся с 1711 по 1716 год.

## Продолжительность
Начало и конец эры:
- 25-й день 4-й луны 8-го года Хоэй (по григорианскому календарю — 11 июня 1711);
- 22-й день 6-й луны 6-го года Сётоку (по григорианскому календарю — 9 августа 1716).

## Происхождение
Название нэнго было заимствовано из древнекитайского сочинения Шу цзин:「正徳利用、厚生惟和」.

## События
- 1711 год (1-й год Сётоку) — к японскому двору прибыл корейский посол[7];
- 12 ноября 1712 года (14-й день 10-й луны 2-го года Сётоку) — скончался сёгун Токугава Иэнобу[7];
- 1713 год (3-й год Сётоку) — новым сёгуном стал Токугава Иэцугу[7];
- 1713 год (3-й год Сётоку) — госсоветник Араи Хакусэки распорядился сократить число наёмных паланкинов в столице вдвое — с 300 до 150, а лицензии на извоз разыграть в лотерею; также было ограничено сотней количество небольших крытых лодок, возивших пассажиров по реке Сумида[8];
- 1714 года (4-й год Сётоку) — сёгунат вводит в оборот новые золотые и серебряные монеты[7];
- 20 апреля 1715 года (17-й день 3-й луны 5-го года Сётоку) — по всей стране прошли празднества в честь 100-летия кончины Токугавы Иэясу (обожествлённое имя Гонгэн-сама)[9];
- 1716 год (6-й год Сётоку) — наезд телеги на пешехода приравняли к умышленному убийству и стали наказывать от ссылки до смертной казни[8].

## Сравнительная таблица
Ниже представлена таблица соответствия японского традиционного и европейского летосчисления. В скобках к номеру года японской эры указано название соответствующего года из 60-летнего цикла китайской системы гань-чжи. Японские месяцы традиционно названы лунами.
| 1-й год Сётоку (Металлический Кролик) | 1-я луна        | 2-я луна   | 3-я луна                | 4-я луна* | 5-я луна  | 6-я луна*               | 7-я луна   | 8-я луна*   | 9-я луна*   | 10-я луна  | 11-я луна* | 12-я луна     |                |
| ------------------------------------- | --------------- | ---------- | ----------------------- | --------- | --------- | ----------------------- | ---------- | ----------- | ----------- | ---------- | ---------- | ------------- | -------------- |
| Григорианский календарь               | 17 февраля 1711 | 19 марта   | 18 апреля               | 18 мая    | 16 июня   | 16 июля                 | 14 августа | 13 сентября | 12 октября  | 10 ноября  | 10 декабря | 8 января 1712 |                |
| Юлианский календарь                   | 6 февраля 1711  | 8 марта    | 7 апреля                | 7 мая     | 5 июня    | 5 июля                  | 3 августа  | 2 сентября  | 1 октября   | 30 октября | 29 ноября  | 28 декабря    |                |
| 2-й год Сётоку (Водяной Дракон)       | 1-я луна*       | 2-я луна   | 3-я луна                | 4-я луна* | 5-я луна  | 6-я луна*               | 7-я луна   | 8-я луна    | 9-я луна*   | 10-я луна  | 11-я луна* | 12-я луна*    |                |
| Григорианский календарь               | 7 февраля 1712  | 7 марта    | 6 апреля                | 6 мая     | 4 июня    | 4 июля                  | 2 августа  | 1 сентября  | 1 октября   | 30 октября | 29 ноября  | 28 декабря    |                |
| Юлианский календарь                   | 27 января 1712  | 25 февраля | 26 марта                | 25 апреля | 24 мая    | 23 июня                 | 22 июля    | 21 августа  | 20 сентября | 19 октября | 18 ноября  | 17 декабря    |                |
| 3-й год Сётоку (Водяная Змея)         | 1-я луна        | 2-я луна*  | 3-я луна                | 4-я луна* | 5-я луна  | 5-я луна (високосная) * | 6-я луна   | 7-я луна    | 8-я луна*   | 9-я луна   | 10-я луна  | 11-я луна*    | 12-я луна      |
| Григорианский календарь               | 26 января 1713  | 25 февраля | 26 марта                | 25 апреля | 24 мая    | 23 июня                 | 22 июля    | 21 августа  | 20 сентября | 19 октября | 18 ноября  | 18 декабря    | 16 января 1714 |
| Юлианский календарь                   | 15 января 1713  | 14 февраля | 15 марта                | 14 апреля | 13 мая    | 12 июня                 | 11 июля    | 10 августа  | 9 сентября  | 8 октября  | 7 ноября   | 7 декабря     | 5 января 1714  |
| 4-й год Сётоку (Деревянная Лошадь)    | 1-я луна*       | 2-я луна*  | 3-я луна                | 4-я луна* | 5-я луна  | 6-я луна*               | 7-я луна   | 8-я луна    | 9-я луна*   | 10-я луна  | 11-я луна  | 12-я луна*    |                |
| Григорианский календарь               | 15 февраля 1714 | 16 марта   | 14 апреля               | 14 мая    | 12 июня   | 12 июля                 | 10 августа | 9 сентября  | 9 октября   | 7 ноября   | 7 декабря  | 6 января 1715 |                |
| Юлианский календарь                   | 4 февраля 1714  | 5 марта    | 3 апреля                | 3 мая     | 1 июня    | 1 июля                  | 30 июля    | 29 августа  | 28 сентября | 27 октября | 26 ноября  | 26 декабря    |                |
| 5-й год Сётоку (Деревянная Коза)      | 1-я луна        | 2-я луна*  | 3-я луна*               | 4-я луна  | 5-я луна* | 6-я луна*               | 7-я луна   | 8-я луна    | 9-я луна*   | 10-я луна  | 11-я луна  | 12-я луна     |                |
| Григорианский календарь               | 4 февраля 1715  | 6 марта    | 4 апреля                | 3 мая     | 2 июня    | 1 июля                  | 30 июля    | 29 августа  | 28 сентября | 27 октября | 26 ноября  | 26 декабря    |                |
| Юлианский календарь                   | 24 января 1715  | 23 февраля | 24 марта                | 22 апреля | 22 мая    | 20 июня                 | 19 июля    | 18 августа  | 17 сентября | 16 октября | 15 ноября  | 15 декабря    |                |
| 6-й год Сётоку (Огненная Обезьяна)    | 1-я луна*       | 2-я луна   | 2-я луна (високосная) * | 3-я луна* | 4-я луна  | 5-я луна*               | 6-я луна*  | 7-я луна    | 8-я луна*   | 9-я луна   | 10-я луна  | 11-я луна     | 12-я луна*     |
| Григорианский календарь               | 25 января 1716  | 23 февраля | 24 марта                | 22 апреля | 21 мая    | 20 июня                 | 19 июля    | 17 августа  | 16 сентября | 15 октября | 14 ноября  | 14 декабря    | 13 января 1717 |
| Юлианский календарь                   | 14 января 1716  | 12 февраля | 13 марта                | 11 апреля | 10 мая    | 9 июня                  | 8 июля     | 6 августа   | 5 сентября  | 4 октября  | 3 ноября   | 3 декабря     | 2 января 1717  |

* звёздочкой отмечены короткие месяцы (луны) продолжительностью 29 дней. Остальные месяцы длятся 30 дней.